# California Love
Singles de 2Pac
Temptations
(1995) 2 of Amerikaz Most Wanted
(1996)
Pistes de All Eyez on Me
Tradin War Stories I Ain't Mad at Cha
California Love est une chanson du rappeur 2Pac avec Dr. Dre et Roger Troutman. 
Le single marque le retour de 2Pac après sa libération de prison en 1995. Une version remixée de la chanson apparaît sur son double album All Eyez on Me. C'est certainement la chanson de 2Pac la plus connue et son plus grand succès, atteignant la première place du Billboard Hot 100 pendant deux semaines. La chanson a été nommée pour deux Grammy Awards posthumes dans les catégories Best Rap Solo Performance et Best Rap Performance by a Duo or Group (avec Dr. Dre et Roger Troutman) en 1997. 
La version originale du morceau n'est plus du tout disponible sur aucun des albums studio de 2Pac, mais elle se trouve sur la compilation Greatest Hits. 
En 2004, California Love a été retenue par le magazine Rolling Stone parmi les 500 plus grandes chansons de tous les temps selon Rolling Stone, classée numéro 355.
L'instrumentation du morceau comprend une mélodie au synthétiseur utilisant une talkbox.

## Samples
La chanson sample West Coast Poplock de Ronnie Hudson et Woman to Woman de Joe Cocker. 

## Clip
Le clip parodie le film Mad Max : Au-delà du dôme du tonnerre. Parmi les acteurs du clip, on retrouve Chris Tucker et George Clinton.

## Reprises
La chanson a été reprise :
- par Zapp & Roger dans leur album The Compilation: Greatest Hits II and More sorti en 1996
- par Kyle et Cartman dans l'épisode La Nuit des clochards vivants de la série South Park,
- dans l'épisode Angry Dad - The Movie de la série Les Simpson, lorsqu'Homer et Marge se rendent aux Oscars en compagnie de gangsters dans leur voiture,
- dans les films Valentine's Day, Iron Man 2 et World Invasion: Battle Los Angeles.
- par le groupe Tribal Ink, dans leur album Surrounded by Freaks sorti en 2003.
- par Sly5thAve dans son album The Invisible Man: An Orchestral Tribute to Dr. Dre (2017) avec la participation de Cory Henry.
- par Faxed Head (Trey Spruance) sur Chiropractic en 2001. Le titre est rebaptisé Coalinga Love[2]

## Classements et successions
| Classement (1996)                       | Meilleure position |
| --------------------------------------- | ------------------ |
| Australie (ARIA)                        | 4                  |
| Autriche (Ö3 Austria Top 40)            | 9                  |
| Belgique (Flandre Ultratop 50 Singles)  | 21                 |
| Belgique (Wallonie Ultratop 50 Singles) | 13                 |
| Canada (RPM Singles Chart)              | 51                 |
| Canada (RPM Dance)                      | 1                  |
| Allemagne (Media Control AG)            | 7                  |
| Finlande (Suomen virallinen lista)      | 11                 |
| France (SNEP)                           | 13                 |
| Pays-Bas (Nederlandse Top 40)           | 10                 |
| Nouvelle-Zélande (RMNZ)                 | 1                  |
| Norvège (VG-lista)                      | 4                  |
| Suède (Sverigetopplistan)               | 1                  |
| Suisse (Schweizer Hitparade)            | 7                  |
| Royaume-Uni (UK Singles Chart)          | 6                  |
| États-Unis (Hot 100)                    | 1                  |
| États-Unis (Radio Songs)                | 19                 |
| États-Unis (R&B/Hip-Hop Songs)          | 1                  |

| Classement annuel (1996)     | Position |
| ---------------------------- | -------- |
| Canada Dance (RPM)           | 5        |
| États-Unis Billboard Hot 100 | 17       |

| Classement (1990–1999)       | Position |
| ---------------------------- | -------- |
| États-Unis Billboard Hot 100 | 97       |

### Certifications
| Pays       | Organisme | Certification |
| ---------- | --------- | ------------- |
| Canada     | CRIA      | Or            |
| Norvège    | IFPI      | Or            |
| États-Unis | RIAA      | 2 × Platine   |

## Dans la culture populaire
La chanson est présente dans l'épisode 5 de la saison 1 de MacGyver (2016).